# بررسی رابطه جنسی
بررسی رابطه جنسی (به انگلیسی: Investigating Sex) یا روابط صمیمانه (به انگلیسی: Intimate Affairs) فیلمی محصول سال ۲۰۰۱ و به کارگردانی آلن رودولف است. در این فیلم بازیگرانی همچون نو کمبل، تیل شوایگر، نیک نولتی، ژولی دلپی، رابین تونی، جرمی دیویس، الن کامینگ، جان لایت، درموت مالرونی، ترنس هاوارد، تیوزدی ولد و جکلین اندرسون ایفای نقش کرده‌اند.